# Saint-Just-Luzac
 Saint-Just-Luzac  es una comuna y población de Francia, en la región de Nueva Aquitania, departamento de Charente Marítimo, en el distrito de Rochefort y cantón de Marennes.
Su población en el censo de 1999 era de 1.535 habitantes.
Está integrada en la Communauté de communes du Bassin de Marennes.

## Demografía
| 1136 | 1154 | 1186 | 1313 | 1432 | 1535 |
| Para los censos de 1962 a 1999 la población legal corresponde a la población sin duplicidades (Fuente: INSEE [Consultar]) |      |      |      |      |      |